# Liste der Kulturdenkmale in Güsten
In der Liste der Kulturdenkmale in Güsten sind alle Kulturdenkmale der Gemeinde Güsten und ihrer Ortsteile aufgelistet. Grundlage ist das Denkmalverzeichnis des Landes Sachsen-Anhalt, das auf Basis des Denkmalschutzgesetzes des Landes Sachsen-Anhalt vom 21. Oktober 1991 durch das Landesamt für Denkmalpflege und Archäologie Sachsen-Anhalt erstellt und seither laufend ergänzt wurde (Stand: 31. Dezember 2022).

## Kulturdenkmale nach Ortsteilen

### Güsten
| Lage                                                                                                   | Bezeichnung             | Beschreibung | Erfassungs- nummer | Ausweisungsart | Bild                    |
| --- | ----------------------- | --- | ------------------ | -------------- | ----------------------- |
| Am Zoll 2, Straße von Osmarsleben nach Ilberstedt (Karte)                                              | Zollhaus                | | 094 60432          | Baudenkmal     | BW                      |
| Amesdorfer Straße 1 (Karte)                                                                            | Druckerei Püchel        | Druckerei | 094 60429          | Baudenkmal     | BW                      |
| Amesdorfer Straße x an der Wipper (Karte)                                                              | Untermühle Güsten       | Untermühle | 094 60433          | Baudenkmal     | Weitere Bilder          |
| Ascherslebener Straße westl. Ortsrand, südlich der Ascherslebener Straße (Karte)                       | Bahnhof Güsten          | Bahnhof | 094 60112          | Baudenkmal     | Weitere Bilder          |
| Bahnhofstraße 4 Eckbau zur Neuen Straße (Karte)                                                        | Wohn- und Geschäftshaus | | 094 60123          | Baudenkmal     | Wohn- und Geschäftshaus |
| Bahnhofstraße 15 (Karte)                                                                               | Wohnhaus                | | 094 60113          | Baudenkmal     | Wohnhaus                |
| Bahnhofstraße 16 (Karte)                                                                               | Postamt                 | | 094 60114          | Baudenkmal     | Postamt                 |
| Bahnhofstraße 16a am Bahnübergang (Karte)                                                              | Wohnhaus                | | 094 60115          | Baudenkmal     | Wohnhaus                |
| Bahnhofstraße 25 (Karte)                                                                               | Gasthaus                | Gasthaus Garz | 094 60141          | Baudenkmal     | Gasthaus                |
| Bahnhofstraße 26, 27, 28, 29, 30, 31, 32 (Karte)                                                       | Straßenzeile            | | 094 60142          | Denkmalbereich | Straßenzeile            |
| Bauernsiedlung 6 Osmarsleben (Karte)                                                                   | Bauernhaus              | | 094 60517          | Baudenkmal     | BW                      |
| An der K 1374 zwischen Ilberstedt und Güsten, 500 m ostwärts der Ortslage in Richtung Bernburg (Karte) | Distanzstein            | anhalt. Meilenstein | 094 97909          | Kleindenkmal   | Distanzstein            |
| Ernst-Thälmann-Platz 1 (Karte)                                                                         | Gasthof                 | Schwarzer Bär | 094 60430          | Baudenkmal     | BW                      |
| Ernst-Thälmann-Platz 26 (Karte)                                                                        | Wohnhaus                | | 094 60138          | Baudenkmal     | BW                      |
| Ernst-Thälmann-Platz 27 (Karte)                                                                        | Wohnhaus                | | 094 60137          | Baudenkmal     | BW                      |
| Freiheitsdamm 11, 12 (Karte)                                                                           | Wohnhaus                | | 094 60143          | Baudenkmal     | BW                      |
| Freiheitsdamm 15 (Karte)                                                                               | Wohnhaus                | | 094 60144          | Baudenkmal     | BW                      |
| Friedhofsstraße nördlicher Stadtrand, Friedhofsstraße/Rathmannsdorfer Straße (Karte)                   | Friedhof                | Alter Friedhof | 094 60145          | Baudenkmal     | BW                      |
| Friedhofsstraße 6, nördlicher Stadtrand, am Friedhof (Karte)                                           | Bauernhof               | | 094 60146          | Baudenkmal     | BW                      |
| Hallesche Straße 2 (Karte)                                                                             | Wohnhaus                | | 094 60130          | Baudenkmal     | BW                      |
| Hallesche Straße 3 Kreuzungsbereich Rosental (Karte)                                                   | Wohnhaus                | | 094 60131          | Baudenkmal     | BW                      |
| Hallesche Straße 4 (Karte)                                                                             | Wohnhaus                | | 094 60132          | Baudenkmal     | BW                      |
| Hallesche Straße 20 (Karte)                                                                            | Wohnhaus                | | 094 60147          | Baudenkmal     | BW                      |
| Kiesschacht an der Sportlergaststätte                                                                  | Kriegerdenkmal          | | 094 60148          | Kleindenkmal   |                         |
| Kirchplatz (Karte)                                                                                     | Kirche                  | St. Vitus | 094 60116          | Baudenkmal     | Weitere Bilder          |
| Kirchplatz 3 (Karte)                                                                                   | Wohnhaus                | Bürgermeisterhaus | 094 60118          | Baudenkmal     | BW                      |
| Kirchplatz 5 (Karte)                                                                                   | Wohnhaus                | | 094 60119          | Baudenkmal     | BW                      |
| Kirchplatz 21, 22, 23, 24, Neue Straße 1 (Karte)                                                       | Platz                   | | 094 60117          | Denkmalbereich | BW                      |
| Kleiner Markt 4 (Karte)                                                                                | Wohnhaus                | | 094 60124          | Baudenkmal     | BW                      |
| Kleiner Markt 1, 2, 3, 4, 5, 6, 13, 14, 15, 19, 20, 21, 22, 23, 24, 25, 26 (Karte)                     | Platz                   | | 094 60122          | Denkmalbereich | BW                      |
| Kleiner Markt 13 (Karte)                                                                               | Wohnhaus                | | 094 60125          | Baudenkmal     | BW                      |
| Kleiner Markt 15 (Karte)                                                                               | Wohnhaus                | | 094 60126          | Baudenkmal     | BW                      |
| Kleiner Markt 20 (Karte)                                                                               | Pfarrhof                | | 094 60127          | Baudenkmal     | BW                      |
| Kleiner Markt 22 (Karte)                                                                               | Wohnhaus                | | 094 60128          | Baudenkmal     | BW                      |
| Kleiner Markt 24 (Karte)                                                                               | Wohn- und Geschäftshaus | | 094 60129          | Baudenkmal     | BW                      |
| Platz der Freundschaft 1 (Karte)                                                                       | Rathaus                 | | 094 60120          | Baudenkmal     | Weitere Bilder          |
| Platz der Freundschaft 13 gegenüber dem Rathaus (Karte)                                                | Schule                  | | 094 60121          | Baudenkmal     | BW                      |
| Rathmannsdorfer Straße (Karte)                                                                         | Friedhof                | | 094 60136          | Baudenkmal     | BW                      |
| Ratswiesen 13, 14 (Karte)                                                                              | Häusergruppe            | | 094 60431          | Baudenkmal     | BW                      |
| Ratswiesen 14 (Karte)                                                                                  | Wohnhaus                | Wohnhaus 2021 als Denkmal ausgewiesen. | 094 61468          | Baudenkmal     | BW                      |
| Rosental 1 (Grundstück zwischen Rosental und Stadtgraben) (Karte)                                      | Unbefleckte Empfängnis  | Katholische Kirche Unbefleckte Empfängnis (Immaculata Conceptio Beatae Mariae Virginis), von 1901 bis 1903 nach Plänen von Arnold Güldenpfennig erbaut. | 094 60133          | Baudenkmal     | Weitere Bilder          |
| Rosental 1 Hofbereich zwischen Kath. Kirche und Hallescher Straße (Karte)                              | Gemeindehaus            | | 094 60135          | Baudenkmal     | BW                      |
| Rosental 1 (Karte)                                                                                     | Pfarrhaus               | | 094 60134          | Baudenkmal     | BW                      |
| Rudolf-Breitscheid-Platz 1 Ecke Bahnhofstraße (Karte)                                                  | Wohn- und Geschäftshaus | Schuhhaus Stäter | 094 60140          | Baudenkmal     | BW                      |
| Siechstalstraße 20 Igelteich (ehem. Siechstalteich) (Karte)                                            | Wohnhaus                | | 094 60139          | Baudenkmal     | BW                      |

### Amesdorf
| Lage                             | Bezeichnung | Beschreibung | Erfassungs- nummer | Ausweisungsart                | Bild       |
| -------------------------------- | ----------- | ------------ | ------------------ | ----------------------------- | ---------- |
| Am Anger auf dem Friedhof        | Grabmal     |              | 094 90170          | Baudenkmal                    |            |
| Am Anger auf dem Friedhof        | Gruft       |              | 094 90169          | Baudenkmal                    |            |
| Am Anger (Karte)                 | Kreuzstein  |              | 094 10083          | Baudenkmal                    | Kreuzstein |
| Bauernwinkel 2 (Karte)           | Domäne      | Domäne       | 094 10090          | Baudenkmal                    | Domäne     |
| Bauernwinkel 2                   | Garten      | Garten       | 094 10090 001      | Teilobjekte eines Baudenkmals |            |
| Horst-Heilmann-Straße 20 (Karte) | Bauernhof   |              | 094 10091          | Baudenkmal                    | BW         |
| Kirchstraße (Karte)              | Kirche      |              | 094 10149          | Baudenkmal                    | Kirche     |
| Wipperweg 3 (Karte)              | Bauernhof   |              | 094 90171          | Baudenkmal                    | BW         |

### Osmarsleben
| Lage                           | Bezeichnung           | Beschreibung | Erfassungs- nummer | Ausweisungsart | Bild                 |
| ------------------------------ | --------------------- | --- | ------------------ | -------------- | -------------------- |
| südöstlicher Ortsrand (Karte)  | Friedhof Osmarsleben  | Zwei Repräsentative Gruft Anlagen für Angehörige der Gutsfamilie Kraaz und Kriegerdenkmal für die Gefallenen des Ersten Weltkrieges mit Namenstafel. | 094 60512          | Baudenkmal     | Friedhof Osmarsleben |
| An der Kirche (Karte)          | Sankt-Johannis-Kirche | Kirche | 094 60511          | Baudenkmal     | Weitere Bilder       |
| Fabrik 2, Wipperbrücke (Karte) | Villa Maria           | Villa Maria Westlich des Dorfes verborgen zwischen Osmarsleben und Güsten gelegene, ehemalige Gelände der alten Zuckerfabrik. Repräsentativer Villenbau auf Werksteinsockel mit Werksteindekor, Verglaster Vorbau Veranda. 2. Hälfte 19. Jahrhundert.                             | 094 60516          | Baudenkmal     | Villa Maria          |
| Karl-Marx-Straße 3 (Karte)     | Wohnhaus              | Wohnhaus. Am Dorfplatz gelegenes Wohnhaus eines Bauernhofes. Zweigeschössiger Bau mit Systematisch gegliederte Fassade. Putzfassade um 1910 saniert und zeitgleich das Portal mit aufwendigem Putzdekor und zweiflügliger Eingangstür mit Schnitzwerk ausgestattet.               | 094 60515          | Baudenkmal     | Wohnhaus             |
| LPG-Hof Nr. 3 (Karte)          | Gutshaus Kraaz        | Das im 19. Jahrhundert massiv erbaute ehemalige Gutshaus der Familie Kraaz verfügt über eine Lichtkuppel / verglastem Lichthof und überhöhten Ecktürmen. Es gibt einen massiven Wintergarten mit Dachterrasse und Speiseaufzug im Treppenhaus. Es ist seit 2019 in privater Hand. | 094 60514          | Baudenkmal     | Gutshaus Kraaz       |

### Warmsdorf
| Lage                                                      | Bezeichnung       | Beschreibung                                                  | Erfassungs- nummer | Ausweisungsart               | Bild           |
| --------------------------------------------------------- | ----------------- | ------------------------------------------------------------- | ------------------ | ---------------------------- | -------------- |
| (Karte)                                                   | Schloss Warmsdorf | Burg                                                          | 094 90166          | Baudenkmal                   | Weitere Bilder |
| Oberland, Unterland                                       | Park              | Park                                                          | 094 90166 001      | Teilobjekt eines Baudenkmals |                |
| Oberland 1                                                | Inschriftenstein  | Inschriftenstein, am 17. Oktober 2015 als Denkmal ausgewiesen |                    | Kleindenkmal                 |                |
| Unterland 7, 7b Mühlengraben der Wipper, südlich der Burg | Mühle             | Schloßmühle                                                   | 094 06862          | Baudenkmal                   |                |

## Ehemalige Kulturdenkmale nach Ortsteilen
Die nachfolgenden Objekte waren ursprünglich ebenfalls denkmalgeschützt oder wurden in der Literatur als Kulturdenkmale geführt. Die Denkmale bestehen heute jedoch nicht mehr, ihre Unterschutzstellung wurde aufgehoben oder sie werden nicht mehr als Denkmale betrachtet.

### Amesdorf
| Lage                                    | Bezeichnung | Beschreibung                                                      | Erfassungs- nummer | Ausweisungsart | Bild |
| --------------------------------------- | ----------- | ----------------------------------------------------------------- | ------------------ | -------------- | ---- |
| Diesterwegstraße 2 (vormals Alte Reihe) | Schule      | Schule, nach Abbruch 2019 aus dem Denkmalverzeichnis ausgetragen. | 094 90168          | Baudenkmal     |      |

### Güsten
| Lage                                                                     | Bezeichnung | Beschreibung | Erfassungs- nummer | Ausweisungsart | Bild |
| ------------------------------------------------------------------------ | ----------- | ------------ | ------------------ | -------------- | ---- |
| Rathmannsdorfer Straße Ortsausfahrt Richtung Rathmannsdorf (im Köxbusch) | Wasserwerk  |              | 094 97791          | Baudenkmal     |      |

### Osmarsleben
| Lage                                      | Bezeichnung    | Beschreibung | Erfassungs- nummer | Ausweisungsart | Bild           |
| ----------------------------------------- | -------------- | --- | ------------------ | -------------- | -------------- |
| LPG-Hof I, nordöstlich der Kirche (Karte) | Gutshaus Hühne | Gutshaus unmittelbar östlich der Kirche. Erbaut ca. zweite Hälfte 19. Jahrhundert. Verputzter Ziegelbau im Neurenaissancestil, kräftig plastisches Fassadendekor mit Überhötem Treppenturm an der Rückseite, Attika und beeindruckender Standerker mit Säulen und Pilastergliederung sowie Belvedere. Jetzt abgerissen. | 094 60513          | Baudenkmal     | Gutshaus Hühne |

## Legende
In den Spalten befinden sich folgende Informationen:
- Lage: Nennt den Straßennamen und wenn vorhanden die Hausnummer des Kulturdenkmals. Die Grundsortierung der Liste erfolgt nach dieser Adresse. Der Link „Karte“ führt zu verschiedenen Kartendarstellungen und nennt die geographischen Koordinaten.
Link zu einem Kartenansichtstool, um Koordinaten zu setzen. In der Kartenansicht sind Baudenkmale ohne Koordinaten mit einem roten bzw. orangen Marker dargestellt und können in der Karte gesetzt werden. Baudenkmale ohne Bild sind mit einem blauen bzw. roten Marker gekennzeichnet, Baudenkmale mit Bild mit einem grünen bzw. orangen Marker.
- Offizielle Bezeichnung: Nennt den Namen, die Bezeichnung oder zumindest die Art des Kulturdenkmals und verlinkt, soweit vorhanden, auf den Artikel zum Objekt.
- Beschreibung: Nennt bauliche und geschichtliche Einzelheiten des Kulturdenkmals, vorzugsweise die Denkmaleigenschaften.
- Erfassungsnummer: Für jedes Kulturdenkmal wird in Sachsen-Anhalt eine 20stellige Erfassungsnummer vergeben. Die letzten zwölf Ziffern werden für die Untergliederung nach Teilobjekten genutzt und werden nur angegeben, soweit vergeben. In dieser Spalte kann sich folgendes Icon  befinden, dies führt zu Angaben zu diesem Baudenkmal bei Wikidata.
- Ausweisungsart: Die Einordnung des Denkmales nach § 2 Abs. 2 DenkmSchG LSA
- Bild: Ein Bild des Denkmales, und gegebenenfalls einen Link zu weiteren Fotos des Kulturdenkmals im Medienarchiv Wikimedia Commons. Wenn man auf das Kamerasymbol klickt, können Fotos zu Kulturdenkmalen aus dieser Liste hochgeladen werden: